# Maytenus ficiformis
Maytenus ficiformis là một loài thực vật có hoa trong họ Dây gối. Loài này được Reissek mô tả khoa học đầu tiên năm 1861.